# The Joker's Jinx
The Joker's Jinx sont des montagnes russes lancées du parc Six Flags America, situé à Largo, dans le Maryland, aux États-Unis.

## Parcours
Le parcours commence par une accélération de 0 à 96,6 km/h en trois secondes grâce à un moteur linéaire à induction. Il y a ensuite quatre inversions: un Cobra Roll (deux inversions), un Sidewinder et un tire-bouchon.

## Trains
The Joker's Jinx 2 trains de 6 wagons. Les passagers sont placés à 4 par wagon sur 2 rangs pour un total de 24 passagers.

## Classements
| Rang | 137 | 134 | 143 | 115 | 113 | 121 | 150 |